# Safet Nadarević
Safet Nadarević (Cazin, 19 febbraio 1980) è un ex calciatore bosniaco, di ruolo difensore.